# St. Joseph Village (Mayaro-Rio Claro)
St. Joseph Village es una villa de Trinidad y Tobago, que forma parte de la región de Mayaro-Rio Claro.

## Geografía
La villa abarca parte de la isla Trinidad y limita al norte con Ortoire, al sur con Mayaro y Plaisance, al este con el Atlántico y al oeste con Mafeking.

## Demografía
Datos demográficos de la villa de St. Joseph Village:
| Gráfica de evolución demográfica de St. Joseph Village entre 2000 y 2011 |
|                                                                          |